# Ellimmichthyiformes
Az Ellimmichthyiformes a csontos halak (Osteichthyes) főosztályába, ezen belül a sugarasúszójú halak (Actinopterygii) osztályába és a Clupeomorpha öregrendjébe tartozó fosszilis rend.

## Rendszerezés
A rendbe az alábbi 2-3 fosszilis család tartozik:
- †Macrosemiidae Thiollière, 1858 - egyes rendszerezés szerint a fosszilis Semionotiformes rendbe kéne átsorolni
- †Paraclupeidae Chang & Chou, 1977
- †Sorbinichthyidae Alvarado-Ortega et al., 2008

Incertae sedis - a fenti családokon kívül az alábbi halnem is ebbe a rendbe tartozik, azonban még nincs besorolva valamelyik családba:
- †Armigatus Grande, 1982